# Veksilacija
Veksilacija (latinsko vexillatio), oddelek rimske legije z začasnimi posebnimi nalogami, ki se je v rimski vojski prvič pojavil v obdobju Principata.  Ime je dobila po praporu (vexillum), na katerem je bil emblem enote in ime matične legije. 
Veksilacije so bile običajno povezujejo z legijami, vendar so bile vanje lahko vključene tudi pomožne enote. Naziv se je po navadi uporabljal v množini (vexillationes) in je pomenil vojsko, sestavljeno iz izbranih enot. Veksilacije so bile zbrane ad hoc za posamezne kritične dogodke na obširni meji cesarstva, vojskovanje  v državljanskih vojnah ali za napade na sosednje države. Velikost in sestava sta se spreminjali. Običajno so imele okoli 1.000 pešakov in/ali 500 konjenikov. 
Rimska armada ni bila dovolj velika, da bi pokrivala celotno ozemlje obširnega cesarstva (na začetku 3. stoletja je štela okoli 400.000 vojakov), zato je bila večina njenih legij nastanjena ob mejah cesarstva. V obdobjih miru je bila takšna namestitev povsem ustrezna, v kritičnih trenutkih pa ne. Ker ni imela osrednje strateške rezerve, je lahko le redkokdaj operirala s celo legijo ali z večjim delom legije, saj bi s tem naredila v obrambi meje nevarno vrzel. Edina logična rešitev v takšnih primerih je bila enota z oddelki iz različnih legij, ki so jo po opravljeni nalogi razpustili, oddelke pa vrnili v njihove matične legije.
Sistem veksilacij je na začetku deloval zaradi mobilnosti, ki jo je omogočal izvrsten sistem državnih cest,  visoke discipline, povezanosti in  borbenega duha enot in legij, iz katerih so prišle. Med krizo tretjega stoletja od leta 235 do 290 so se veksilacije tako hitro prestavljale z enega bojišča na drugega, da so se brezupno pomešale. Premeščanje je povzročilo slabo organizacijo armade, ki je bila eden od vzrokov za temeljite Dioklecijanove in Konstantinove reforme.
V obdobju Dominata so veksilacije postale izključno konjeniške enote, ki so štele 300 do 600 mož. Notitia Dignitatum, ki je bila napisana v 390. letih, omenja 88 veksilacij.

## Vira
- R.E. Dupuy, T.N. Dupuy, The Encyclopedia Of Military History: From 3500 B.C. To The Present, 2. dopolnjena izdaja, 1986, str. 147-148.
- P. Southern, K. Dixon (1996), The Late Roman Army, ISBN 0-415-22296-6, 2. poglavje.